# 켈리 브룩
켈리 브룩(Kelly Brook, 1979년 11월 23일 ~ )은 잉글랜드의 모델 및 배우이다.

## 출연 작품
- 저주의 산뗏 (2018)
- 원 빅 해피 (2015)
- 키스 레몬: 더 필름 (2012)
- 호텔 칼레도니아 (2010)
- 제거자 (2010)
- 피라냐 (2010)
- 피쉬테일즈 (2007)
- 움직이는 손가락 (2006)
- 쓰리: 서바이벌 아일랜드 (2005)
- 하우스 오브 9 (2005)
- 듀스 비갈로 2 - 유로피안 지골로 (2005)
- 스쿨 포 시덕션 (2004)
- 앱솔론 (2003)
- 이탈리안 잡 (2003)
- 리퍼 (2001)
- 스몰빌 (2001)
- 소티드 (2000)